# 9 Pułk Ułanów (Cesarstwo Niemieckie)

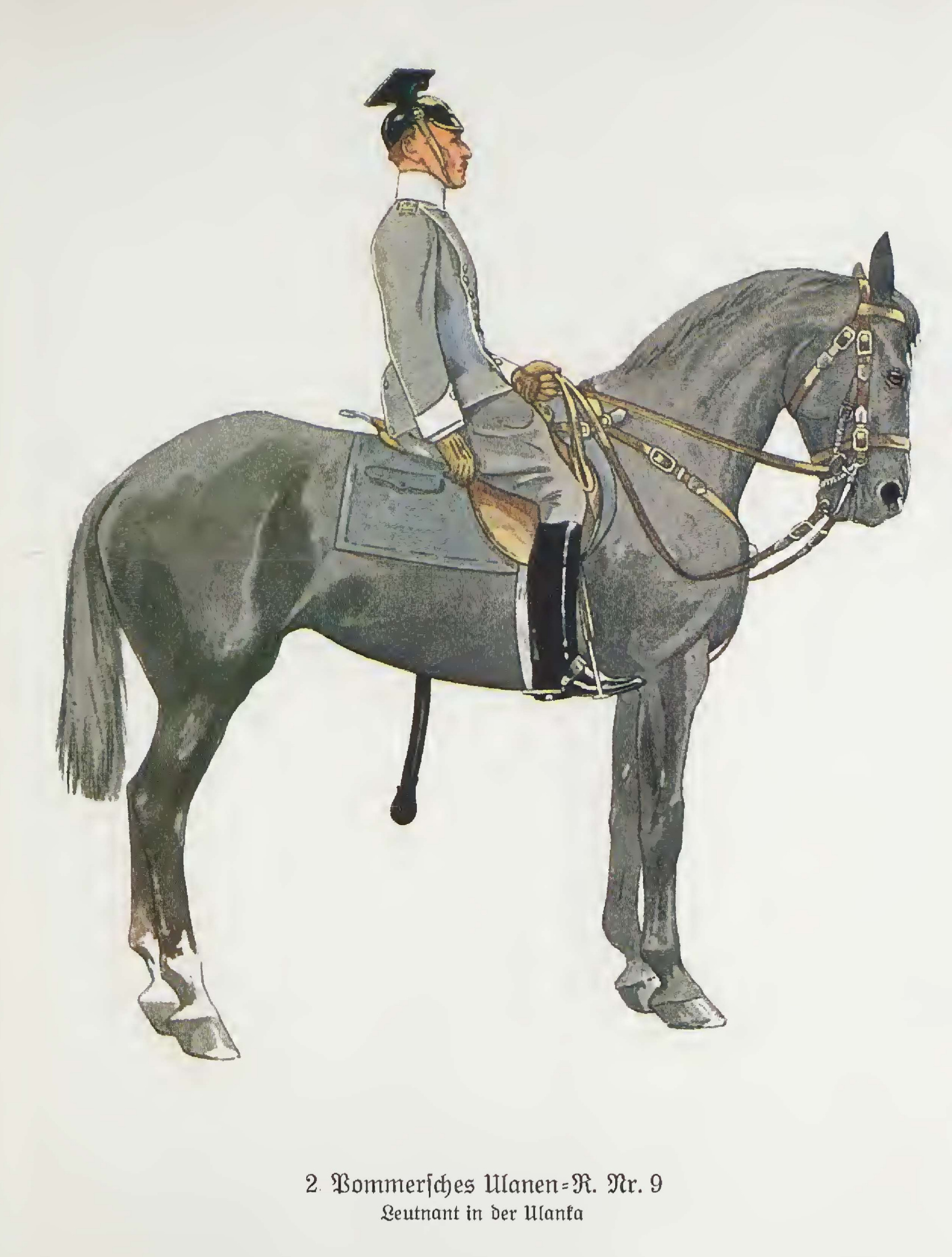

9 Pułk Ułanów (2 Pomorski)  (niem. 2. Pommersches Ulanen-Regiment Nr. 9) – pułk kawalerii niemieckiej

## Charakterystyka
Sformowany 7 maja 1860. Stacjonował w garnizonie Demmin. Żołnierzy 9 pułku ułanów nazywano potocznie "białymi ułanami".

 Wiosną 1914 był w strukturze 3 Brygady Kawalerii z 3 Dywizji Piechoty.
W wyniku mobilizacji, w sierpniu 1914 pułk osiągnął gotowość bojową i w składzie 3 Brygady Kawalerii z 4 Dywizji Kawalerii został wysłany na front zachodni.

2 października 1916 oddział przeorganizowano w spieszony pułk kawalerii.

## Schemat organizacyjny
- II Korpus Armijny  w Szczecinie
  - 3 Dywizja Piechoty - (3. Infanterie-Division), w Szczecinie
    - 3 Brygada Kawalerii - (3. Kavallerie-Brigade), w Szczecinie
      - 9 pułk ułanów (2 Pomorski) - (2. Pommersches Ulanen-Regiment Nr. 9) w Demmin